# 小森陽一 (国文学者)

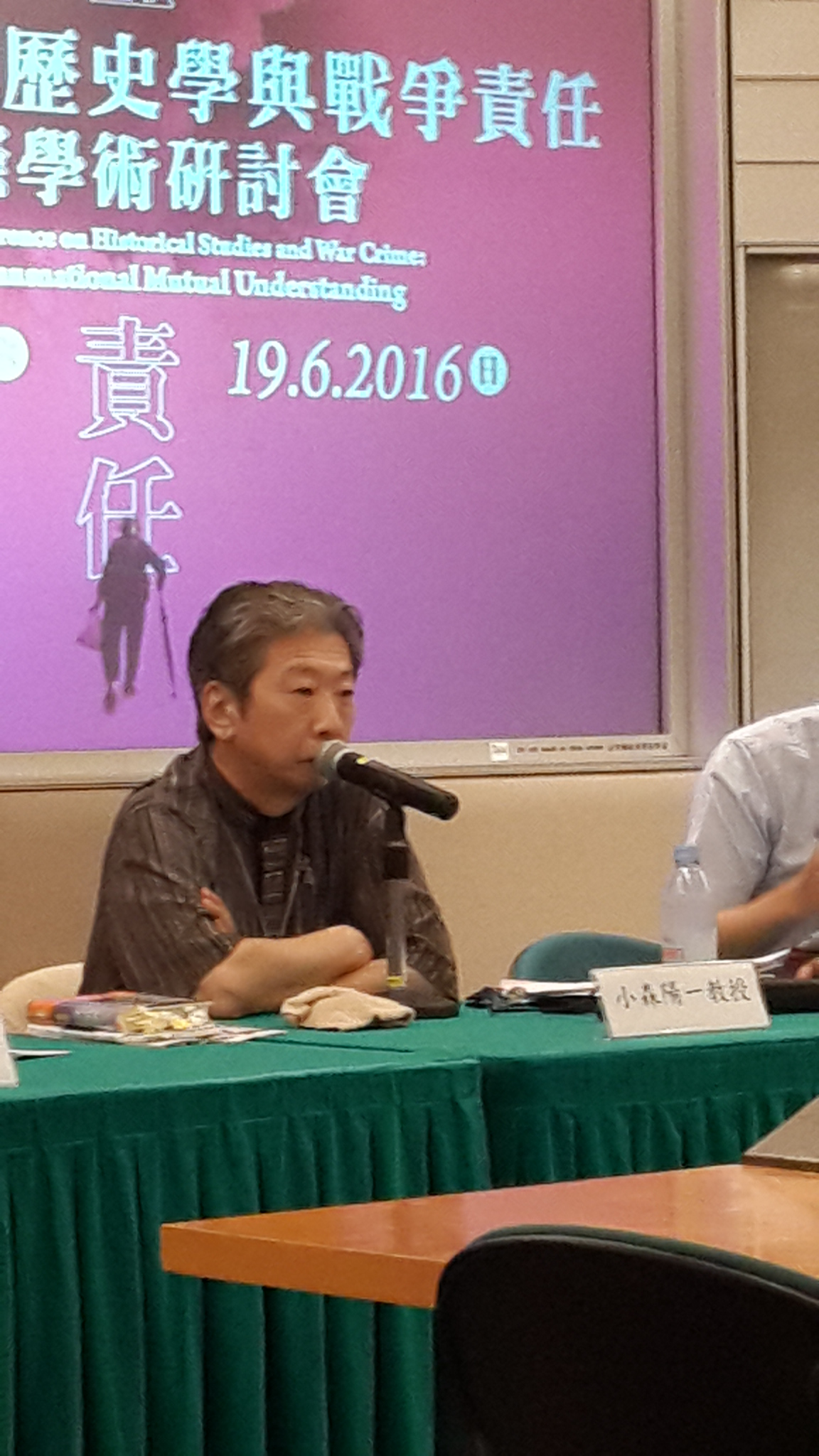
小森陽一 (国文学者)

小森 陽一（こもり よういち、1953年（昭和28年）5月14日 - ）は、日本の日本文学研究者（近代日本文学・構造主義記号論）。東京大学名誉教授。和光学園理事長。全国「九条の会」事務局長。

## 人物
東京都出身。日本共産党党員(書記局員)であった父・小森良夫（1926-2008）の仕事の関係で、1961年から4年間、ソ連の衛星国だったチェコスロバキアのプラハで過ごす。プラハでは、ソ連外務省が直接運営する外国共産党幹部子弟専用のソビエト学校に通い、ピオネール（ソ連・共産圏の少年団）にも加入していた。そのために帰国後、型にはまった日本語でしか話すことができず苦労した（『小森陽一、ニホン語に出会う』）。
北海道大学文学部・同大学院では亀井秀雄の指導を受ける。大学院在学中に、札幌の進学予備校北大学力増進会の現代文科講師を勤め、その後成城大学勤務を経て、東京大学に着任する。
母親は小森香子（詩人、東京原水協・日本平和委員会理事・詩人会議常任運営委員・日本子どもを守る会理事）。共著もある（『青い空は青いままで子どもらに伝えたい - 母と子で語る昭和といま - 』）。

### 日本文学者として
1987年、夏目漱石の『こころ』の解釈を巡って三好行雄と論争し、注目を集める。
日本の明治以降期における西洋化の試みを、植民地的無意識の形成、列強への過剰な模倣など、ポストコロニアル理論研究の視点から再考している（『ポストコロニアル』）。さらに、日本近代文学、特に漱石の作品における植民地的要素の分析を行う（『世紀末の予言者・夏目漱石』『漱石をよみなおす』p251）。『日本語の近代』（岩波書店）の第2刷りの追記にあるが、この本の多くの部分は安田敏朗の仕事を注記なしに引いたもので、問題となった（すが秀実『帝国の文学』）。
また、NHK大河ドラマ「春の波涛」の盗作問題をめぐる裁判では、国文学の専門家としてNHK側で証言している（山口玲子『NHK犯歴録』）。

### 市民活動家として
講演、執筆活動を活発に行っているが、文学評論にとどまらず、政治的な主張も行っている。
現在、日本国憲法第9条の平和主義を守るため、憲法改正に反対する「九条の会」の運営に事務局長として関わり、憲法改正及びその手続法である国民投票法に反対して、各地で開催される集会で発言を続けるとともに、積極的に活字媒体への執筆活動を行っている（「九条の会」事務局長から新年のご挨拶）。
また、憲法の趣旨から外れ天皇中心の国家に戻る契機となるとして、教育基本法改正に強く反対。2004年、「教育基本法の改悪をとめよう!全国連絡会」の呼びかけ人となり、改正反対の運動を行っていた。（2007年1月解散）
1998年、「天皇陛下御即位十年をお祝いする国民祭典」において、X JAPANのYOSHIKIが奉祝曲を式典で演奏することについて、石田英敬らとともに「公開質問状」 を送付した（YOSHIKIは受け取り拒否）。
日本学術会議東洋学研究連絡委員会主催学術シンポジウム「アジアとは何か」（2001年11月17日開催）において「9・11テロは日本の神風特攻隊から学んだものである」と発言。
同僚である東京大学教養学部教授で、フランス哲学者の高橋哲哉は、思想的な意味での盟友といえる。（『ナショナル・ヒストリーを超えて』）
『戦後日本スタディーズ3 80年代・90年代』に於いて自らがマルクス主義者であることを明らかにした。
「しんぶん赤旗」にも多く登場し、日本共産党系と見なされることも多い知識人の一人であるが、「偏向教育」により共産党系の全教と対立・脱退した増田都子の応援を行っている。
日本による対韓輸出優遇撤廃に反対する、＜声明＞「韓国は「敵」なのか」呼びかけ人の1人。

### 逸話
1969年5月、竹早高校学内で学年主任の3名の教員を中心に学校ぐるみで補習費や修学旅行費でリベートを慣例的に受領していた事実が明るみに出た。「竹早高校リベート事件」としてマスコミや国会の文教委員会（当時）にも取り上げられ、3名の教員はじめ（1名は懲戒免職処分）、殆どの教職員が処分を受ける事態となった。連日全校集会が続き、学校の機能は一時完全に停止。混乱の中、2学期に入ると校舎改築工事の為、都立新宿高校旧校舎へ1年間、間借りすることになる。この年、小森は1年生ながら生徒会長に選出され、事件発覚後、全校ストを組織。教師らを土下座させ、「授業の内容、教師の講義方針に関しては教師・生徒間の話し合いにより決定する」、「生徒に関する諸規則は生徒が定め、生徒が管理する」といった内容の「生徒権宣言」を学校側に受諾させるという逸話を残している 。

## 学歴
- 1972年、東京都立竹早高等学校卒業。
- 1976年、北海道大学文学部卒業。
- 1979年、同大学大学院文学研究科修士課程修了。

## 職歴
- 1985年、成城大学文芸学部助教授。
- 1992年、東京大学教養学部助教授。
- 1998年、東京大学大学院総合文化研究科（言語情報科学）教授
- 2019年、定年退職、東京大学名誉教授[3]。明治学院大学客員教授
- 2022年、和光学園理事長に就任。

## その他の役職
- 九条の会事務局長

## 著書

### 単著
- 『文体としての物語』（筑摩書房 1988年）
- 『構造としての語り』（新曜社 1988年）
- 『縁の物語――『吉野葛』のレトリック』（新典社 1992年）
- 『夏目漱石をよむ』（岩波ブックレット 1993年）
- 『漱石を読みなおす』（ちくま新書 1995年）岩波現代文庫、2016
- 『最新宮沢賢治講義』（朝日選書 1996年）
- 『出来事としての読むこと』（東京大学出版会 1996年）
- 『「ゆらぎ」の日本文学』（日本放送出版協会・NHKブックス 1998年）
- 『世紀末の予言者・夏目漱石』（講談社 1999年）
- 『小説と批評』（世織書房 1999年）
- 『小森陽一、ニホン語に出会う』（大修館書店、2000）　「コモリくん、ニホン語に出会う」角川文庫
- 『日本語の近代』（岩波書店 2000年）
- 『ポストコロニアル』（岩波書店 2001年）
- 『歴史認識と小説――大江健三郎論』（講談社 2002年）
- 『天皇の玉音放送』（五月書房 2003年）のち朝日文庫
- 『表現する人びと』（新日本出版社 2004年）
- 『村上春樹論――『海辺のカフカ』を精読する』平凡社新書 2006年）
- 『心脳コントロール社会』（ちくま新書 2006年）
- 『レイシズム』（岩波書店 2006年）
- 『ことばの力 平和の力――近代日本文学と日本国憲法』（かもがわ出版 2006年）
- 『理不尽社会に言葉の力を ソノ一言オカシクナイデスカ?』（新日本出版社 2007年,イラストおおえだけいこ）
- 『憲法・教育・現代社会を語る 『反戦情報』掲載インタビュー集(2001～2008)』（反戦情報編集部 2008年）
- 『大人のための国語教科書 あの名作の"アブない"読み方!』（角川oneテーマ21 2009年）
- 『漱石論　21世紀を生き延びるために』（岩波書店、2010年）
- 『記憶せよ、抗議せよ、そして、生き延びよ 小森陽一対談集』シネ・フロント社 2010
- 『橋下「維新の会」の手口を読み解く』（新日本出版社、2012年）
- 『死者の声、生者の言葉　文学で問う原発の日本』新日本出版社、2014
- 『あの出来事を憶えておこう　2008年からの憲法クロニクル』新日本出版社、2014
- 『子規と漱石 友情が育んだ写実の近代』集英社新書 2016
- 『13歳からの夏目漱石 生誕百五十年、その時代と作品』かもがわ出版 2017
- 『戦争の時代と夏目漱石 明治維新150年に当たって』かもがわ出版 2018
- 『漱石深読』翰林書房,2020.4
- 『夏目漱石『心』を読み直す 病と人間、コロナウイルス禍のもとで』(読み直し文学講座）かもがわ出版、2020.9
- 『二葉亭四迷、森鴎外の代表作を読み直す 近代小説の出発、立身出世主義の時代の失業と恋愛 二葉亭四迷『浮雲』、森鴎外『舞姫』』 (読み直し文学講座)かもがわ出版、2020.11
- 『樋口一葉、幸田露伴の代表作を読み直す 転換期の女性と男性、江戸と東京のはざまで 樋口一葉『にごりえ』、幸田露伴『五重塔』』(読み直し文学講座)かもがわ出版,2020.12
- 『感染症の時代と夏目漱石の文学』かもがわ出版、2021.9

### 共著
- （石原千秋・木股知史・島村輝・高橋修・高橋世織）『読むための理論――文学・思想・評論』（世織書房, 1991年）
- （柄谷行人・小池清治・芳賀徹・亀井俊介）『漱石をよむ』（岩波書店, 1994年）
- （吉見俊哉・大澤真幸・田嶋淳子・山中速人）『メディア空間の変容と多文化社会』（青弓社, 1999年）
- （辻村みよ子）『有事法制と憲法』（岩波書店, 2002年）
- （市野川容孝・守中高明・米谷匡史）『変成する思考――グローバル・ファシズムに抗して』（岩波書店, 2005年）
- （大原穣子）『読んでみませんか 教育基本法 』（新日本出版社, 2005年）
- （市野川容孝）『難民』（岩波書店, 2007年）
- （姜尚中）『戦後日本は戦争をしてきた』角川oneテーマ21 2007年）
- 『泥沼はどこだ 言葉を疑い、言葉でたたかう』アーサー・ビナード共著 かもがわ出版 2012
- 『沖縄とヤマト 「縁の糸」をつなぎ直すために』編著 新崎盛暉,伊波洋一,石川真生,我部政明証言 かもがわ出版 2012
- 『安倍改憲の野望 この国はどこへ行くのか』樋口陽一,奥平康弘共著 かもがわ出版 希望シリーズ　2013
- 『反撃 民意は社会を変える』鎌田慧共著 かもがわ出版 希望シリーズ　2013
- 『岩波新書で「戦後」をよむ』成田龍一、本田由紀共著　岩波新書、2015
- 『漱石激読』石原千秋共著. 河出書房新社,河出ブックス 2017　「なぜ漱石は終わらないのか」河出文庫
- 『朝鮮戦争70年 「新アジア戦争」時代を越えて』かもがわ出版、2020年6月。ISBN 978-4-7803-1091-7。 和田春樹、孫崎享との共著。
- 『大借金男・百閒と漱石センセイ』浜矩子共著 新日本出版社,2020.11
- 『ちひろ、らいてう、戦没画学生の命を受け継ぐ 信州安曇野・上田文学美術紀行から』松本猛,窪島誠一郎共著、かもがわ出版、2021.3

### 編著
- 『近代文学の成立――思想と文体の模索』（有精堂出版, 1986年）
- 『研究する意味』（東京図書, 2003年）
- 『平和が生きるとき』（かもがわ出版, 2004年）
- 『私の座標軸』（かもがわ出版, 2005年）
- 『3.11を生きのびる 憲法が息づく日本へ』（かもがわ出版, 2011年）
- 『夏目漱石、現代を語る　漱石社会評論集』（角川新書, 2016年）
- 『「ポスト真実」の世界をどう生きるか ウソが罷り通る時代に』編著. 新日本出版社 2018

### 共編著
- （片岡豊）『漱石作品論集成（2）坊っちゃん・草枕』（桜楓社, 1990年）
- （芹澤光興）『漱石作品論集成（11）道草』（桜楓社, 1991年）
- （紅野謙介・高橋修）『メディア・表象・イデオロギー――明治30年代の文化研究』（小沢書店, 1997年）
- （高橋哲哉）『ナショナル・ヒストリーを超えて』（東京大学出版会, 1998年）
- （栗原彬・佐藤学・吉見俊哉）『越境する知（全6巻）』（東京大学出版会, 2000年-2001年）
- （坂本義和・安丸良夫）『歴史教科書何が問題か――徹底検証Q&A』（岩波書店, 2001年）
- （石田英敬）『シリーズ言語態（5）社会の言語態』（東京大学出版会, 2002年）
- （井上ひさし）『座談会昭和文学史（全6巻）』（集英社, 2003年）
- （成田龍一）『日露戦争スタディーズ』（紀伊國屋書店, 2004年）
- （高橋哲哉・大内裕和・三宅晶子）『教育基本法「改正」に抗して――緊急報告 全国各地からの声』（岩波書店 2004年）
- （市野川容孝）『壊れゆく世界と時代の課題』（岩波書店、2009年）
- 『いのち、学び、そして9条 いきいき!子どもたち』佐藤学,田中孝彦,教育子育て九条の会共編著 高文研 2010
- 『あきらめることをあきらめた 戦後71年目のデモクラシー』黒澤いつき,元山仁士郎,西郷南海子共著 かもがわ出版 2016
- 『漱石辞典』飯田祐子,五味渕典嗣, 佐藤泉, 佐藤裕子, 野網摩利子共編集. 翰林書房, 2017
- 『「井上ひさし」を読む 人生を肯定するまなざし』今村忠純[ほか] [述], 成田龍一共編著、集英社新書、2020.3

### 解説
- 『手塚マンガで憲法九条を読む』生命の尊さなどを訴えた手塚治虫のマンガを解説 (子どもの未来社 2018年6月)

## 参考
- 『駒場2001』